# ماساناری اومورا
ماساناری اومورا (انگلیسی: Masanari Omura؛ زادهٔ ۱۴ ژوئیه ۱۹۸۴) بازیکن فوتبال اهل ژاپن است.